# Monument a la Llum
El Monument a la Llum és una obra del municipi de Manresa (Bages) inclosa en l'Inventari del Patrimoni Arquitectònic de Catalunya. És obra de Jaume Soldevila i Ribera. La realitzà l'any 1982, per iniciativa d'Aigües de Manresa s.a.

## Descripció
El monument "A la Llum" està format per un gran bloc rectangular envoltat d'aigua amb tres petits brolladors. Una meitat de la llosa és de pedra i en ella hi ha representada la silueta de les muntanyes de Montserrat, fetes amb un disseny molt lineal com les lletres " a la Llum". El text de la part inferior del bloc està treballat en positiu i negatiu, tècnica característica de Subirachs. L'altra meitat de la llosa és de formigó, i en ella hi ha representat un mapa de la séquia. El monument presenta els elements característics i genuïns de la festa de la Llum, com són l'aigua, la séquia i les muntanyes de Montserrat punt d'on partí la Llum. L'entorn on està situat el monument, en ser una plaça força transitada per cotxes, no és el més adient.